# Clobetasolpropionat
Clobetasolpropionat ist ein Derivat des Betamethason, das als Glucocorticosteroid zur topischen Behandlung entzündlicher Hauterkrankungen (vgl. atopisches Ekzem oder Schuppenflechte) eingesetzt wird.

## Anwendung
Clobetasolpropionat gehört zur Klasse IV der sehr stark wirksamen Corticosteroide und wird deshalb zur Kurzzeitbehandlung von therapieresistenten Plaques entzündlicher Hauterkrankungen eingesetzt. Die Wirksamkeit von Clobetasolpropionat ist im Vergleich zu Hydrocortisonacetat um den Faktor 20 erhöht.

## Namensherkunft
Die Substanz ist chemisch ein Ester der Propionsäure mit dem Alkohol Betamethasol, abgekürzt zu Betamethasol, bei dem ein Wasserstoff-Atom gegen Chlor ausgetauscht ist. Daraus resultiert der Name Chlorbetamethasolpropionat.

## Eigenschaften
Clobetasolpropionat ist praktisch unlöslich in Wasser, in Ethanol 96 % (V/V) wenig löslich. Dabei löst sich ein Teil des Arzneistoffes in 100 Teilen Ethanol. So steht es zur oralen oder intravenösen Applikation nicht zur Verfügung. Bei Verwendung von microfein gepulvertem Clobetasolpropionat löst sich der Arzneistoff ohne Erwärmung während der Herstellung einer Emulsion zur äußerlichen Anwendung.

## Herstellung
Die Darstellung erfolgt durch Umsetzung von Betamethason-17-propionat mit Methansulfonylchlorid in Pyridin und danach mit Lithiumchlorid in Aceton oder Dimethylformamid.
{\displaystyle \mathrm {C_{25}H_{33}O_{6}F+CH_{3}-SO_{2}Cl\ {\xrightarrow[{2.LiCl/Aceton/DMF}]{1.Met-SO2-Cl/Pyridin}}\ C_{25}H_{32}ClO_{5}F+CH_{3}SO_{3}H} }

## Handelsnamen
Monopräparate
Clarelux (D, A), Clobegalen (D), Clobex (D, A, CH), Dermovate (A, CH, NL), Dermoxinale (D), Dermoxin (D), Karison (D)